# Gino Andreani
Gino Andreani (Venarotta, 28 settembre 1933) è un politico italiano.

## Biografia
Esponente della Democrazia Cristiana ad Ascoli Piceno, sedette nei banchi del consiglio comunale della città dal 1981 al 1995, per un totale di tre legislature. Fu assessore alle attività culturali dal giugno 1990 al dicembre 1992 nella giunta presieduta da Carlo Mario Nardinocchi.
Nel febbraio 1993 venne eletto sindaco di Ascoli Piceno, con una giunta composta da cinque assessori della DC, un assessore del PSDI e tre del PSI. Il mandato si concluse anticipatamente nel marzo 1994, quando il sindaco rassegnò le dimissioni in seguito all'uscita dall'esecutivo dei tre assessori socialisti.